# L'Uomo Ragno (serie animata 1967)
L'Uomo Ragno (Spider-Man), noto anche come Classic Spider-Man, è una serie televisiva di cartoni animati basata sull'omonimo personaggio della Marvel Comics. 
La prima serie, del 1967, viene realizzata dallo studio Grantray-Lawrence Animation, distribuita dalla Krantz Films e trasmessa dal canale ABC.
In seguito ai problemi finanziari della Grantray, le serie seguenti vennero realizzate dalla Krantz Films direttamente.
È stata la prima serie animata dedicata al personaggio; l'anno precedente la Grantray aveva realizzato The Marvel Super Heroes, un programma contenitore, ma con altri personaggi, realizzati in semi-animazione.
Sceneggiatore delle serie prodotte dalla Krantz Films fu Ralph Bakshi, regista e creativo che ha curato la realizzazione di Il Signore degli Anelli, il primo adattamento in versione animata del romanzo. 
Queste serie, costrette dal basso budget disponibile, sono connotate dalla quasi assenza di avversari tratti dai fumetti e da un robusto riutilizzo di cel animate. In particolare, in due episodi, molte sequenze furono tratte direttamente da Rocket Robin Hood, un altro cartone animato prodotto sotto la regia di Bakshi.
Particolarmente celebre è diventata anche la sigla del cartone animato, composta da Paul Francis Webster e Bob Harris, al punto di diventare nel corso degli anni un vero e proprio  fenomeno musicale, interpretato da numerosi artisti come Michael Bublé, gli Aerosmith e i Ramones nonché nella trilogia cinematografica dedicata all'eroe.
Fu pubblicato un fumetto dedicato alla serie sul Corriere dei Piccoli, nel corso del 1981, con le immagini tratte dalla TV.
Questo universo animato è designato come Earth-6799 nella guida Official Handbook of the Marvel Universe A-Z.

## Personaggi
- Peter Parker/Uomo Ragno - Ragazzo studioso, appassionato di scienze, timido, canzonato dai suoi compagni di scuola per preferire un convegno di scienze ad un'uscita con delle ragazze. Durante un esperimento sulla radioattività, il suo sangue viene contaminato a causa del morso di un ragno radioattivo; da quel momento acquisisce incredibili capacità: riflessi fulminei, tatto antiscivolo, forza sovrumana, ed un sesto senso che lo avverte dei pericoli. Inizialmente non sa bene cosa fare di questi poteri, che sfrutta nel mondo dello spettacolo per fare soldi; in seguito però realizza tragicamente che "da grandi poteri derivano grandi responsabilità", nel momento in cui il suo adorato zio, padre adottivo, viene ucciso da un rapinatore che lui avrebbe potuto fermare a tempo, se non ne avesse sprecato l'opportunità, lavandosene le mani. Da allora gira per la città appeso alle sue ragnatele in cerca di torti da raddrizzare.
- J. Jonah Jameson - Irascibile ed impulsivo direttore del quotidiano: "Daily Bugle"; egli detesta l'Uomo Ragno, e pubblica entusiasta ogni notizia in grado di screditarlo. È il primo datore di lavoro di Peter Parker, e paga sempre malvolentieri le sue foto. Fra l'altro parla sempre male dei giovani, inaffidabili a suo dire, e pieni di grilli per la testa; salvo poi chiamare Peter quando c'è da consegnare un riscatto o fare qualcos'altro di rischioso.
- Betty Brant - Lavora al "Daily Bugle" come segretaria di Jameson; al contrario del suo superiore non crede affatto alla reprensibilità dell'eroe.

## Messa in onda
La serie classica dell'Uomo Ragno venne trasmessa in Italia nel marzo 1977 all'interno del contenitore animato SuperGulp!; la serie non venne trasmessa per intero, e molti episodi non vennero doppiati.
Nel 2004 la serie è stata completamente restaurata e ristampata dalla Buena Vista International Television, divisione della Disney e distributore internazionale, che ha pubblicato subito l'intera serie in DVD. La rete italiana Rai 2 acquisì all'epoca i diritti di trasmissione della versione restaurata, doppiando le puntate inedite, e trasmettendola ciclicamente.
Sulle principali televisioni locali italiane, al posto della sigla originale americana, veniva proposta la sigla italiana, intitolata: Spiderman, tu sei l'Uomo Ragno, su testo originale di Haim Saban, musica di Shuki Levy, tradotta in italiano da Alberto Testa, ed è cantata dai Sorrisi.

## Doppiaggio
| Personaggio             | Doppiatore originale | Doppiatore italiano | Doppiatore italiano |
| Personaggio             | Doppiatore originale | (1º doppiaggio)     | (2º doppiaggio)     |
| ----------------------- | -------------------- | ------------------- | ------------------- |
| Peter Parker/Uomo Ragno | Paul Soles           | Stefano Carraro     | Gianni Quillico     |
| J. Jonah Jameson        | Paul Kligman         | Erasmo Lo Presto    | Carlo Bonomi        |
| Betty Brant             | Peg Dixon            | Eva Ricca           | Silvana Fantini     |
| Mary Jane Watson        | Peg Dixon            |                     |                     |

## Episodi
Le tre stagioni de L'Uomo Ragno comprendono 52 episodi (alcuni composti da due segmenti) e sono state trasmesse dal canale ABC. Molti episodi, in italiano, hanno più titoli. Ciò è dovuto al fatto che in Italia la serie ha avuto due diversi doppiaggi.

### Prima stagione
| Nº | Titolo originale                    | Titolo italiano                     | Prima TV USA      | Prima TV Italia  |
| -- | ----------------------------------- | ----------------------------------- | ----------------- | ---------------- |
| 1  | The Power of Dr. Octopus            | Il potere del dottor Octopus        | 9 settembre 1967  |                  |
| 1  | Sub-Zero for Spidey                 | Sub-Zero per l'Uomo Ragno           | 9 settembre 1967  |                  |
| 2  | Where Crawls the Lizard             | La palude degli alligatori          | 16 settembre 1967 | 20 luglio 1978   |
| 2  | Electro, the Human Lightning Bolt   | Electro, la lampadina umana         | 16 settembre 1967 |                  |
| 3  | The Menace of Mysterio              | La minaccia di Mysterio             | 23 settembre 1967 |                  |
| 4  | The Sky is Falling                  | Il ricatto dell'Avvoltoio           | 30 settembre 1967 |                  |
| 4  | Captured by J. Jonah Jameson        | Prigioniero di J. Jonah Jameson     | 30 settembre 1967 |                  |
| 5  | Never Step on a Scorpion            | Attenti allo Scorpione              | 7 ottobre 1967    |                  |
| 5  | Sands of Crime                      | L'Uomo Sabbia                       | 7 ottobre 1967    | 11 maggio 1978   |
| 6  | Diet of Destruction                 | Il mostro Mangiametalli             | 14 ottobre 1967   |                  |
| 6  | The Witching Hour                   | L'ora delle Streghe                 | 14 ottobre 1967   | 15 febbraio 1979 |
| 7  | Kilowatt Kaper                      | Il ritorno di Electro               | 21 ottobre 1967   | 6 luglio 1978    |
| 7  | The Peril of Parafino               | Agguato al museo delle cere         | 21 ottobre 1967   |                  |
| 8  | Horn of the Rhino                   | Il colpo del rinoceronte            | 28 ottobre 1967   |                  |
| 9  | The One-Eyed Idol                   | L'idolo ipnotico                    | 4 novembre 1967   |                  |
| 9  | Fifth Avenue Phantom                | Il fantasma della quinta strada     | 4 novembre 1967   | 8 giugno 1978    |
| 10 | The Revenge of Dr. Magneto          | La vendetta del dottor Magneto      | 11 novembre 1967  | 3 agosto 1978    |
| 10 | The Sinister Prime Minister         | Il misterioso primo ministro        | 11 novembre 1967  |                  |
| 11 | The Night of the Villains           | La notte dei cattivi                | 18 novembre 1967  | 25 marzo 1981    |
| 11 | Here Comes Trubble                  | Guai mitologici                     | 18 novembre 1967  |                  |
| 12 | Spider-Man Meets Dr. Noah Boddy     | L'Uomo Ragno e il dottor Noah Boddy | 25 novembre 1967  |                  |
| 12 | The Fantastic Fakir                 | Il fantastico Fachiro               | 25 novembre 1967  |                  |
| 13 | Return of the Flying Dutchman       | Il ritorno dell'Olandese Volante    | 2 dicembre 1967   | 7 settembre 1978 |
| 13 | Farewell Performance                | Il mistero del vecchio teatro       | 2 dicembre 1967   |                  |
| 14 | The Golden Rhino                    | Il rinoceronte d'oro                | 9 dicembre 1967   | 2 marzo 1979     |
| 14 | Blueprint for Crime                 | Un nuovo progetto per il crimine    | 9 dicembre 1967   |                  |
| 15 | The Spider and the Fly              | Il ragno e la mosca                 | 16 dicembre 1967  |                  |
| 15 | The Slippery Dr. Von Schlick        | Il viscido dottor Von Schlick       | 16 dicembre 1967  | 16 marzo 1981    |
| 16 | The Vulture's Prey                  | La preda dell'Avvoltoio             | 23 dicembre 1967  | 22 marzo 1977    |
| 16 | The Dark Terrors                    | Le ombre del terrore                | 23 dicembre 1967  |                  |
| 17 | The Terrible Triumph of Dr. Octopus | Il ricatto del dottor Octopus       | 30 dicembre 1967  |                  |
| 17 | Magic Malice                        | Furti magici                        | 30 dicembre 1967  |                  |
| 18 | Fountain of Terror                  | La fontana del terrore              | 6 gennaio 1968    |                  |
| 18 | Fiddler on the Loose                | Il violinista sui tetti             | 6 gennaio 1968    | 17 marzo 1981    |
| 19 | To catch a Spider                   | Caccia al ragno                     | 13 gennaio 1968   | 20 marzo 1981    |
| 19 | Double Identity                     | Doppia identità                     | 13 gennaio 1968   |                  |
| 20 | Sting of the Scorpion               | Il ritorno dello Scorpione          | 20 gennaio 1968   |                  |
| 20 | Trick or Treachery                  | I ladri di gioielli                 | 20 gennaio 1968   |                  |

### Seconda stagione
| Nº | Titolo originale                    | Titolo italiano                  | Prima TV USA      | Prima TV Italia |
| -- | ----------------------------------- | -------------------------------- | ----------------- | --------------- |
| 21 | The Origin of Spiderman             | Le origini dell'Uomo Ragno       | 14 settembre 1968 |                 |
| 22 | King Pinned                         | Kingpin                          | 21 settembre 1968 |                 |
| 23 | Swing City                          | La città in movimento            | 28 settembre 1968 |                 |
| 24 | Criminals in the Clouds             | Un criminale tra le nuvole       | 5 ottobre 1968    |                 |
| 25 | Menace From the Bottom of the World | Minaccia dal centro della Terra  | 12 ottobre 1968   |                 |
| 26 | Diamond Dust                        | Polvere di diamanti              | 19 ottobre 1968   |                 |
| 27 | Spider-man Battles the Molemen      | L'Uomo Ragno contro l'Uomo Talpa | 26 ottobre 1968   |                 |
| 28 | Phantom from the Depths of Time     | Un'isola esplosiva               | 2 novembre 1968   |                 |
| 29 | The Evil Sorcerer                   | Lo stregone malvagio             | 9 novembre 1968   |                 |
| 30 | Vine                                | Il seme della distruzione        | 16 novembre 1968  |                 |
| 31 | Pardo Presents                      | Pardo presenta...                | 23 novembre 1968  |                 |
| 32 | Cloud City of Gold                  | La città dorata                  | 30 novembre 1968  |                 |
| 33 | Neptune's Nose Cone                 | Il missile Nettuno               | 7 dicembre 1968   |                 |
| 34 | Home                                | L'Uomo Ragno non è solo          | 14 dicembre 1968  |                 |
| 35 | Blotto                              | Blotto                           | 21 dicembre 1968  |                 |
| 36 | Thunder Rumble                      | Rombo di tuono                   | 28 dicembre 1968  |                 |
| 37 | Spider-man Meets Skyboy             | Il ragazzo volante               | 4 gennaio 1969    |                 |
| 38 | Cold Storage                        | Un gelido bottino                | 11 gennaio 1969   |                 |
| 39 | To Cage a Spider                    | Un ragno in gabbia               | 18 gennaio 1969   |                 |

### Terza stagione
| Nº | Titolo originale              | Titolo italiano                        | Prima TV USA   | Prima TV Italia |
| -- | ----------------------------- | -------------------------------------- | -------------- | --------------- |
| 40 | The Winged Thing              | Pericolo alato                         | 22 marzo 1970  |                 |
| 40 | Conner's Reptiles             | Il siero del dottor Conner             | 22 marzo 1970  |                 |
| 41 | Trouble with Snow             | L'Uomo di Neve                         | 29 marzo 1970  |                 |
| 41 | Spider-Man vs. Desperado      | Desperado                              | 29 marzo 1970  |                 |
| 42 | Sky Harbor                    | Base aerea volante                     | 5 aprile 1970  |                 |
| 42 | The Big Brainwasher           | Il grande esperimento                  | 5 aprile 1970  |                 |
| 43 | The Vanishing Dr. Vespasian   | Un nemico invisibile                   | 12 aprile 1970 |                 |
| 43 | The scourge of the Scarf      | Una città sotto ipnosi                 | 12 aprile 1970 |                 |
| 44 | Super Swami                   | Super Swami                            | 19 aprile 1970 |                 |
| 44 | The Birth of Micro-Man        | Il laboratorio del Professor Pretorius | 19 aprile 1970 |                 |
| 45 | Knight Must Fall              | Il ladro cavaliere                     | 26 aprile 1970 |                 |
| 45 | The Devious Dr. Dumpty        | Il diabolico Dottor Dumpty             | 26 aprile 1970 |                 |
| 46 | Up from Nowhere               | Il ritorno di Atlantide                | 3 maggio 1970  |                 |
| 47 | Rollarama                     | La terra dei cristalli                 | 10 maggio 1970 |                 |
| 48 | Rhino                         | Rhino e i lingotti d'oro               | 17 maggio 1970 |                 |
| 48 | The Madness of Mysterio       | La follia di Mysterio                  | 17 maggio 1970 |                 |
| 49 | Revolt in the Fifth Dimension | Verso la quinta dimensione             | 24 maggio 1970 |                 |
| 50 | Specialists and Slaves        | Una trappola per l'Uomo Ragno          | 31 maggio 1970 |                 |
| 51 | Down to Earth                 | La città in pericolo                   | 7 giugno 1970  |                 |
| 52 | Trip to Tomorrow              | Ritorno al passato                     | 14 giugno 1970 |                 |